# Nilea sallax
Nilea sallax är en tvåvingeart som först beskrevs av Charles Howard Curran 1927.  Nilea sallax ingår i släktet Nilea och familjen parasitflugor.
Artens utbredningsområde är Kongo. Inga underarter finns listade i Catalogue of Life.